# Liste von Schiffen der Marine der Volksrepublik China

Dienstflagge der Seestreitkräfte

Diese Liste enthält Kriegsschiffe der Marine der Volksbefreiungsarmee.
Die Liste ist nach Schiffstypen und -klassen geordnet, hinter deren Namen jeweils eine Schiffsliste dieser Klasse folgt. Frühere Namen und Kennungen sind in Klammern hinter die gültigen Namen und Kennungen in der Klasse gesetzt.
In Dienst befindliche Schiffstypen und -klassen bzw. Einheiten sind blau unterlegt.

## Überwasser-Kampfschiffe

### Flugzeugträger
| Flugzeugträger | Flugzeugträger                       | Flugzeugträger | Flugzeugträger                                         | Flugzeugträger                                                                         | Flugzeugträger              | Flugzeugträger |
| Klasse         | Klasse                               | Schiffe        | Schiffe                                                | Schiffe                                                                                | Typ                         | Bild           |
| Typ            | NATO-Codename                        | Kennung        | Name                                                   | Dienstzeit00                                                                           | Typ                         | Bild           |
| -------------- | ------------------------------------ | -------------- | ------------------------------------------------------ | -------------------------------------------------------------------------------------- | --------------------------- | -------------- |
| 001            | Admiral-Kusnezow-Klasse              | 16             | Liaoning (辽宁) (ex-Warjag)                            | seit 25. September 2012                                                                | STOBAR-Flugzeugträger       |                |
| 002            | modifizierte Admiral-Kusnezow-Klasse | 17             | Shandong (山东)                                        | seit 17. Dezember 2019                                                                 | STOBAR-Flugzeugträger       |                |
| 075            | Yushen-Klasse                        | 31 32 33 34    | Hainan (海南) Guangxi (广西) Anhui (安徽) Hubei (湖北) | seit 23. April 2021 seit 26. Dezember 2021 seit 30. September 2022 seit 1. August 2025 | Amphibisches Angriffsschiff |                |
| 003            | Fujian-Klasse                        | 18             | Fujian (福建舰)                                        | Stapellauf: 17. Juni 2022                                                              | CATOBAR-Flugzeugträger      |                |
| 076            | Yulan-Klasse                         | 51             | Sichuan (四川)                                         | Stapellauf: 27. Dezember 2024                                                          | Amphibisches Angriffsschiff |                |

### Zerstörer
| Zerstörer                   | Zerstörer                        | Zerstörer                                                                                          | Zerstörer | Zerstörer | Zerstörer                                                              | Zerstörer |
| Klasse                      | Klasse                           | Schiffe                                                                                            | Schiffe | Schiffe | Typ                                                                    | Bild      |
| Typ                         | NATO-Codename                    | Kennung                                                                                            | Name | Dienstzeit00 | Typ                                                                    | Bild      |
| --------------------------- | -------------------------------- | -------------------------------------------------------------------------------------------------- | --- | --- | ---------------------------------------------------------------------- | --------- |
| 6607                        | Anshan-Klasse (ex-Gnewny-Klasse) | 101 0 102 0 103 0 104                                                                              | Anshan (鞍山) (ex-Rekordny) Fushun (撫順) (ex-Rezkiy) Changchun (長春) (ex-Reshitelny) Taiyuan (太原) (ex-Chin Lin und ex-Retivy) | 1954–1992 0 ca. 1955–1980 0 ca. 1955–1990 0 ca. 1955-außer Dienst | Zerstörer                                                              |           |
| 051                         | Luda-I/II-Klasse                 | 105 106 160 107 161 131 162 108 132 163 109 133 110 134 164                                        | Jinan (济南) Xi'an (西安) Guangzhou (广州) Yinchuan (银川) Changsha (长沙) Nanjing (南京) Nanning (南宁) Xining (西宁) Hefei (合肥) Nanchang (南昌) Kaifeng (开封) Chongqing (重庆) Dalian (大连) Zunyi (遵义) Guilin (桂林) | 1971–2007 1974–2007 1977–1978 1976–2012 1975–2008 1977–2012 1979–2012 1980–2013 1980–2012 1982–2016 1982–2019 1983–2014 1987–2019 | Lenkwaffenzerstörer                                                    |           |
| 051G                        | Luda-III/IV-Klasse               | 165 166                                                                                            | Zhanjiang (湛江) Zhuhai (珠海) | 1989–2020 1991–2020 | Lenkwaffenzerstörer                                                    |           |
| 052                         | Luhu-Klasse                      | 112 113                                                                                            | Habin (哈尔滨) Qingdao (青岛) | seit 8. Mai 1994 seit 28. Mai 1996 | Lenkwaffenzerstörer                                                    |           |
| 051B                        | Luhai-Klasse                     | 167                                                                                                | Shenzhen (深圳) | seit Februar 1999 | Zerstörer                                                              |           |
| Projekt 956 0 Projekt 956EM | Sowremenny-Klasse                | 136 0 137 0138 139                                                                                 | Hangzhou (杭州) (ex-Waschny) Fuzhou (福州) (ex-Wdumtschiwy)Taizhou (泰州) Ningbo (宁波) | seit 1999 0 seit 2000 0seit 2006 | Lenkwaffenzerstörer                                                    |           |
| 052B                        | Luyang-I-Klasse                  | 168 169                                                                                            | Guangzhou (广州) Wuhan (武汉) | seit Juli 2004 seit 2004 | Lenkwaffenzerstörer                                                    |           |
| 052C                        | Luyang-II-Klasse                 | 170 171 150 151 152 153                                                                            | Lanzhou (兰州) Haikou (海口) Changchun (长春) Zhengzhou (郑州) Jinan (济南) Xi'an (西安) | seit September 2005 seit Dezember 2005 seit 31. Januar 2013 seit 26. Dezember 2013 seit 22. Dezember 2014 seit 9. Februar 2015 | Lenkwaffenzerstörer                                                    |           |
| 051C                        | Luzhou-Klasse                    | 115 116                                                                                            | Shenyang (沈阳) Shijiazhuang (石家庄) | seit 1. Januar 2006 seit 22. Januar 2007 | Lenkwaffenzerstörer                                                    |           |
| 052D                        | Luyang-III-Klasse                | 172 173 174 175 117 154 118 119 155 161 157 120 121132 122 132 123 162 124 164 133 165 134 163 157 | Kunming (昆明) Changsha (长沙) Hefei (合肥) Yinchuan (银川) Xining (西宁) Xiamen (厦门) Ürümqi (乌鲁木齐) Guiyang (贵阳) Nanjing (南京) Hohhot (呼和浩特) Taiyuan (太原) Chengdu (成都) Qiqihar (齐齐哈尔)Zibo (淄博) Tangshan (唐山) Suzhou (苏州) Huainan (淮南) Nanning (南宁) Kaifeng (开封) Guilin (桂林) Baotou (包头) Zhanjiang (湛江) Shaoxing (绍兴) Jiaozuo (焦作) Lishui (丽水) | seit 21. März 2014 seit 15. August 2015 seit 12. Dezember 2015 seit 16. Juli 2016 seit 22. Januar 2017 seit 8. Juli 2017 seit Januar 2018 seit 22. Februar 2019 seit 10. April 2018 seit 12. Januar 2019 seit 12. Dezember 2018 seit 20. November 2019 seit 14. August 2020seit 12. Januar 2020 seit 14. August 2020 seit Januar 2021 seit Februar 2021 seit 12. April 2021 seit 4. Juli 2021 seit September 2021 seit 28. Dezember 2021 seit 25. Dezember 2021 seit Februar 2022 seit Januar 2022 seit Juni 2022 | Lenkwaffenzerstörer                                                    |           |
| 055                         | Renhai-Klasse                    | 101 102 105 103 106 104 107 108                                                                    | Nanchang (贵阳) Lhasa (拉萨) Dalian (大连) Anshan (鞍山) Yan’an (延安) Wuxi (无锡) Zunyi (遵义) Xianyang (咸阳) | seit 12. Januar 2020 seit 7. März 2021 seit 23. April 2021 seit 11. November 2021 seit 22. Februar 2022 seit 10. März 2022 seit November 2023 seit Dezember 2023 | Lenkwaffenzerstörer (von der NATO als Lenkwaffenkreuzer klassifiziert) |           |

### Fregatten
| Fregatten | Fregatten                    | Fregatten | Fregatten | Fregatten | Fregatten         | Fregatten |
| Klasse    | Klasse                       | Schiffe | Schiffe | Schiffe | Typ               | Bild      |
| Typ       | NATO-Codename                | Kennung | Name | Dienstzeit00 | Typ               | Bild      |
| --------- | ---------------------------- | --- | --- | --- | ----------------- | --------- |
| 6601/01   | Riga-Klasse (Chengdu-Klasse) | | 4 Einheiten | | Fregatte          |           |
| 053K      | Jiangdong-Klasse             | 531 532 | Yingtan (鹰潭) Unbekannt | 1975–1994 1977–1986 | Fregatte          |           |
| 053H      | Jianghu I-Klasse             | 516 515 517 511 513 512 514 518 510 509 519 520 551 552                                                                 | Jiujiang (九江) Xiamen (厦门) Nanping (南平) Nantong (南通) Huai'an (淮安) Wuxi (无锡) Zhenjiang (镇江) Ji'an (吉安) Shaoxing (绍兴) Changde (常德) Changzhi (长治) Kaifeng (开封) Maoming (茂名) Yibin (宜宾) | 1975–2018 1975–2013 1977–2019 1977–2012 1977–2013 1978–2012 1979–2013 1979–2012 1979–2007 seit 16. Dezember 1979 1980–1992 1980–2012 | Fregatte          |           |
| 053H1     | Jianghu II-Klasse            | 533 534 543 553 554 555 545 556 557                                                                                     | Taizhou (台州) Jinhua (金华) Dandong (丹东) Shaoguan (韶关) Anshun (安顺) Zhaotong (昭通) Linfen (临汾) Xiangtan (湘潭) Jishou (吉首) | 1982–2019 1985–2021 seit 24. September 1985 1986–2012 1987–2021 1987–2019 1987–1989 1988–2012 | Fregatte          |           |
| 053H1Q    | Jianghu IV-Klasse            | 544 (519) | Lushun (旅顺) (ex-Siping) | 1985–2006 | Fregatte          |           |
| 053H2     | Jianghu III-Klasse           | 535 536 537 | Huangshi (黄石) Wuhu (芜湖) Cangzhou (沧州) | 1986–2013 1987–2013 1990–2019 | Fregatte          |           |
| 053H2G    | Jiangwei I-Klasse            | 539 540 541 542 | Anqing (安庆) Huainan (淮南) Huaibei (淮北) Tongling (铜陵) | 1992–2015 1993–2015 1994–2015 | Fregatte          |           |
| 053H1G    | Jianghu V-Klasse             | 558 560 561 559 562 563                                                                                                 | Beihai (北海) Dongguan (东莞) Shantou (汕头) Foshan (佛山) Jiangmen (江门) Zhaoqing (肇庆) | seit Mai 1993 1993–2020 seit Juni 1994 seit 1995 | Fregatte          |           |
| 053H3     | Jiangwei II-Klasse           | 521 522 523 564 565 524 567 566 527 528                                                                                 | Jiaxing (嘉兴) Lianyungang (连云港) Putian (蒲田) Yichang (宜昌) Huludao (葫芦岛) Sanming (三明) Xiangyang (襄阳) Huaihua (怀化) Luoyang (洛阳) Mianyang (绵阳) | seit November 1998 1999–2019 seit Dezember 1999 seit Juli 2000 seit Dezember 2000 seit Mai 2002 seit Juni 2002 seit September 2005 seit April 2005 | Mehrzweckfregatte |           |
| 054       | Jiangkai I-Klasse            | 525 526 | Ma'anshan (马鞍山) Wenzhou (温州) | seit Februar 2005 seit September 2005 | Mehrzweckfregatte |           |
| 054A      | Jiangkai II-Klasse           | 529 530 570 568 571 569 548 549 538 546 572 547 573 575 550 574 577 576 579 578 532 531 515 536 539 598 599 500 601 542 | Zhoushan (舟山) Xuzhou (徐州) Huangshan (黄山) Hengyang (衡阳) Yuncheng (运城) Yulin (玉林) Yiyang (益阳) Changzhou (常州) Yantai (烟台) Yancheng (盐城) Hengshui (衡水) Linyi (临沂) Liuzhou (柳州) Yueyang (岳阳) Weifang (潍坊) Sanya (三亚) Huanggang (黄冈) Daqing (大庆) Handan (邯郸) Yangzhou (扬州) Jingzhou (荆州) Xiangtan (湘潭) Binzhou (滨州) Xuchang (许昌) Wuhu (芜湖) Rizhao (日照) Anyang (安阳) Xianníng (咸宁) Nantong (南通) Zaozhuang (枣庄) | seit 3. Januar 2008 seit 27. Januar 2008 seit 13. Mai 2008 seit 30. Juni 2008 seit 27. Januar 2010 seit 1. Februar 2010 seit 26. Oktober 2010 seit 30. Mai 2011 seit 30. Juli 2011 seit 5. Juni 2012 seit 9. Juli 2012 seit 22. Dezember 2012 seit 26. Dezember 2012 seit 3. Mai 2013 seit 22. Juni 2013 seit 13. Dezember 2013 seit 16. Januar 2015 seit 18. August 2015 seit 21. September 2015 seit 5. Januar 2016 seit 25. Februar 2016 seit 29. Dezember 2016 seit 23. Juni 2017 seit 29. Juni 2017 seit 12. Januar 2018 seit 12. April 2018 seit 28. August 2018 seit 23. Januar 2019 seit 22. Februar 2019 | Mehrzweckfregatte |           |
| 054B      | Jiangkai III-Klasse          | 545 555 | Luohe (漯河) Qinzhou (钦州) | seit 22. Januar 2025 Stapellauf 29. Oktober 2023 | Mehrzweckfregatte |           |

### Korvetten
| Korvette | Korvette        | Korvette                                                                                | Korvette | Korvette                                                                                                | Korvette           | Korvette |
| Klasse   | Klasse          | Schiffe                                                                                 | Schiffe | Schiffe                                                                                                 | Typ                | Bild     |
| Typ      | NATO-Codename   | Kennung                                                                                 | Name | Dienstzeit00                                                                                            | Typ                | Bild     |
| -------- | --------------- | --------------------------------------------------------------------------------------- | --- | --- | ------------------ | -------- |
|          | Bathurst-Klasse |                                                                                         | Loyang (ex-Bendigo) | ?–1988                                                                                                  |                    |          |
| 056      | Jiangdao-Klasse | 582 596 584 580 583 597 585 581 586 587 588 589 590 591 592 595 501 503 509 510 511 512 | Bengbu (蚌埠) Huizhou (惠州) Meizhou (梅州) Datong (大同) Shangrao (上饶) Qinzhou (钦州) Baise (百色) Yingkou (营口) Ji’an (吉安) Jieyang (揭阳) Quanzhou (泉州) Qingyuan (清远) Weihai (威海) Fushun (抚顺) Luzhou (泸州) Chaozhou (潮州) Xinyang (信阳) Suzhou (宿州) Huaian (淮安) Ningde (宁德) Baoding (保定) Heze (菏泽) | 2013–2021/23 2014–2021/23 2015–2021/23 2016–2021/23 2017–2021/23 2018–2021/23 2015–2021/23 2016–2021/23 | Flugkörperkorvette |          |
| 056A     | Jiangdao-Klasse |                                                                                         | 50 Einheiten | seit 2014                                                                                               | Flugkörperkorvette |          |

### Schnellboote
| Schnellboote | Schnellboote   | Schnellboote                        | Schnellboote                                                                             | Schnellboote                            | Schnellboote          | Schnellboote |
| Klasse       | Klasse         | Schiffe                             | Schiffe                                                                                  | Schiffe                                 | Typ                   | Bild         |
| Typ          | NATO-Codename  | Kennung                             | Name (中文)                                                                              | Dienstzeit00                            | Typ                   | Bild         |
| ------------ | -------------- | ----------------------------------- | ---------------------------------------------------------------------------------------- | --------------------------------------- | --------------------- | ------------ |
| 037          | Hainan-Klasse  |                                     | 104 Einheiten                                                                            | 1964–?                                  | U-Jagdboot            |              |
| 037I 0037IS  | Haiqing-Klasse |                                     | 27 Einheiten                                                                             | seit 1982                               | U-Jagdboot            |              |
| 037IG        | Houxin-Klasse  | 651 bis 656 751 bis 760 754 bis 767 | 20 Einheiten                                                                             | seit 1991                               | Flugkörperschnellboot |              |
| 037II        | Houjian-Klasse | 770 771 772 773 774 775             | Yangjiang (阳江) Shunde (顺德) Nanhai (南海) Panyu (番禹) Lianjiang (廉江) Xinhui (新会) | seit 1991 seit 1995 seit 2001 seit 2002 | Flugkörperschnellboot |              |
| 022          | Houbei-Klasse  |                                     | 83 Einheiten                                                                             | seit 2004                               | Flugkörperschnellboot |              |

## U-Boote

### Atom-U-Boote
| Atom-U-Boote      | Atom-U-Boote                                        | Atom-U-Boote                                      | Atom-U-Boote | Atom-U-Boote                                                          | Atom-U-Boote                     | Atom-U-Boote |
| Klasse            | Klasse                                              | Schiffe                                           | Schiffe | Schiffe                                                               | Typ                              | Bild         |
| Typ               | NATO-Codename                                       | Kennung                                           | Name | Dienstzeit00                                                          | Typ                              | Bild         |
| ----------------- | --------------------------------------------------- | ------------------------------------------------- | --- | --------------------------------------------------------------------- | -------------------------------- | ------------ |
| 091               | Han-Klasse                                          | 401 402 403 404 405                               | Changzheng 1 (长征1号, „Langer Marsch 1“) Changzheng 2 (长征2号, „Langer Marsch 2“) Changzheng 3 (长征3号, „Langer Marsch 3“) Changzheng 4 (长征4号, „Langer Marsch 4“) Changzheng 5 (长征5号, „Langer Marsch 5“) | 1974–2000 1980–2004 1984–? 1988–? 1991–?                              | Jagd-U-Boot                      |              |
| 092               | Xia-Klasse                                          | 406                                               | Changzheng 6 (长征6号, „Langer Marsch 6“) | seit 1981                                                             | U-Boot mit ballistischen Raketen |              |
| 093 0 093A 0 093B | Shang-I-Klasse 0 Shang-II-Klasse 0 Shang-III-Klasse | 407 408 409410 415 416 417 418 419422 423 424 425 | Changzheng 7 (长征7号, „Langer Marsch 7“) Changzheng 8 (长征8号, „Langer Marsch 8“) Changzheng 1 (长征1号, „Langer Marsch 1“)Changzheng 2 (长征2号, „Langer Marsch 2“) Changzheng 13 (长征13号, „Langer Marsch 13“) Changzheng 3 (长征3号, „Langer Marsch 3“) Changzheng 14 (长征14号, „Langer Marsch 14“) Changzheng 15 (长征15号, „Langer Marsch 15“) Changzheng 16 (长征16号, „Langer Marsch 16“)Changzheng 4 (长征4号, „Langer Marsch 4“) Changzheng 5 (长征5号, „Langer Marsch 5“) Changzheng 19 (长征19号, „Langer Marsch 19“) Changzheng 20 (长征20号, „Langer Marsch 20“) | seit Dezember 2006 seit 2007 seit 2012seit 2014 0 seit 2017 seit 2018 | Jagd-U-Boot                      |              |
| 094 0094A         | Jin-Klasse                                          | 411 413412 414 420 421                            | Changzheng 9 (长征9号, „Langer Marsch 9“) Changzheng 11 (长征11号, „Langer Marsch 11“)Changzheng 10 (长征10号, „Langer Marsch 10“) Changzheng 12 (长征12号, „Langer Marsch 12“) Changzheng 17 (长征17号, „Langer Marsch 17“) Changzheng 18 (长征18号, „Langer Marsch 18“) | seit 2007 seit 2009seit 2011 seit 2014 seit 2019 seit 23. April 2021  | U-Boot mit ballistischen Raketen |              |
| 095               | Zhou-Klasse                                         |                                                   | |                                                                       | Jagd-U-Boot                      |              |
| 096               |                                                     |                                                   | zwei Boote im Bau |                                                                       | U-Boot mit ballistischen Raketen |              |

### Konventionelle U-Boote
| konventionelle U-Boote    | konventionelle U-Boote | konventionelle U-Boote                                                                   | konventionelle U-Boote | konventionelle U-Boote | konventionelle U-Boote           | konventionelle U-Boote |
| Klasse                    | Klasse                 | Schiffe                                                                                  | Schiffe | Schiffe | Typ                              | Bild                   |
| Typ                       | NATO-Codename          | Kennung                                                                                  | Name | Dienstzeit00 | Typ                              | Bild                   |
| ------------------------- | ---------------------- | ---------------------------------------------------------------------------------------- | --- | --- | -------------------------------- | ---------------------- |
| 03                        | Whiskey-Klasse         | 119 120 121 122 123 127 129 131 201 202 203 204 205 206 207 221 241 243 244 265 266 267  | Changcheng 119 (长城119, „Große Mauer 119“) Changcheng 120 (长城120, „Große Mauer 120“) Changcheng 121 (长城121, „Große Mauer 121“) Changcheng 122 (长城122, „Große Mauer 122“) Changcheng 123 (长城123, „Große Mauer 123“) Changcheng 127 (长城127, „Große Mauer 127“) Changcheng 129 (长城129, „Große Mauer 129“) Changcheng 131 (长城131, „Große Mauer 131“) Changcheng 201 (长城201, „Große Mauer 201“) Changcheng 202 (长城202, „Große Mauer 202“) Changcheng 203 (长城203, „Große Mauer 203“) Changcheng 204 (长城204, „Große Mauer 204“) Changcheng 205 (长城205, „Große Mauer 205“) Changcheng 206 (长城206, „Große Mauer 206“) Changcheng 207 (长城207, „Große Mauer 207“) Changcheng 221 (长城221, „Große Mauer 221“) Changcheng 241 (长城241, „Große Mauer 241“) Changcheng 243 (长城243, „Große Mauer 243“) Changcheng 244 (长城244, „Große Mauer 244“) Changcheng 265 (长城265, „Große Mauer 265“) Changcheng 266 (长城266, „Große Mauer 266“) Changcheng 267 (长城267, „Große Mauer 267“) | 1957–1981 um 1960–1981 um 1960-frühe 1990er                                                                                              | Jagd-U-Boot                      |                        |
| 031                       | Golf-Klasse            | 200                                                                                      | Changcheng 200 (长城200, „Große Mauer 200“) | | U-Boot mit ballistischen Raketen |                        |
| 033                       | Romeo-Klasse           |                                                                                          | 84 Boote | | Jagd-U-Boot                      |                        |
| 035 0035A 0 035G 0 035B   | Ming-Klasse            | 232 233342 352 353 354356 357 358 359 360 361 362 363 305 306 307 308309 310 311 312 313 | | | Jagd-U-Boot                      |                        |
| Projekt 877EKM            | Kilo-Klasse            | 364                                                                                      | Yuan Zheng 64 Hao (远征64号) Yuan Zheng 65 Hao (远征65号) | 10. November 1994 14. August 1995 | Jagd-U-Boot                      |                        |
| Projekt 636 0Projekt 636M | Kilo II-Klasse         | 366 367368 369 370 371 372 373 374 375                                                   | Yuan Zheng 66 Hao Yuan Zheng 67 HaoYuan Zheng 68 Hao Yuan Zheng 69 Hao Yuan Zheng 70 Hao Yuan Zheng 71 Hao Yuan Zheng 72 Hao Yuan Zheng 73 Hao Yuan Zheng 74 Hao Yuan Zheng 75 Hao | seit 26. August 1997 seit 25. Oktober 1998seit 24. Oktober 2004 seit 2005 seit 2006 seit 5. August 2005 seit 30. Dezember 2005           | Jagd-U-Boot                      |                        |
| 039039G 0 039G1           | Song-Klasse            | 320321 322 323 324 325314 315 316 317 326 327 328 329                                    | | seit Juni 1999seit April 2001 seit Dezember 2001 seit November 2003 seit Dezember 2003 seit 2004 seit 2005 seit 2006 seit 2005 seit 2006 | Jagd-U-Boot                      | 0                      |
| 039A 0 039B 0 039C        | Yuan-Klasse            | 330 331 332 333334 335 336 337 338 339 340 341 342 343 344 345 346 347?                  | | seit 2006 seit 2007 seit 2009 seit 2010seit 2011 seit 2012 seit 2013 seit 2014 seit 2017 seit 2018 seit 2021                             | Jagd-U-Boot                      |                        |
| 032                       | Qing-Klasse            | 201                                                                                      | | seit 2012 | U-Boot mit ballistischen Raketen |                        |

## Minenabwehrfahrzeuge
| Minenabwehrfahrzeuge | Minenabwehrfahrzeuge | Minenabwehrfahrzeuge                                   | Minenabwehrfahrzeuge | Minenabwehrfahrzeuge | Minenabwehrfahrzeuge | Minenabwehrfahrzeuge |
| Klasse               | Klasse               | Schiffe                                                | Schiffe | Schiffe | Typ                  | Bild                 |
| Typ                  | NATO-Codename        | Kennung                                                | Name | Dienstzeit00 | Typ                  | Bild                 |
| -------------------- | -------------------- | ------------------------------------------------------ | --- | --- | -------------------- | -------------------- |
| 082                  | Wosao-I-Klasse       | 800 801 802 803                                        | | |                      |                      |
| 082I                 | Wosao-II-Klasse      | 806 807 816 817 820 821 822 823 824 825 826 827        | | |                      |                      |
| 082II                | Wozang-Klasse        | 804 818 809 811 814 808                                | Huoqiu (霍邱) Kunshan (昆山) Kaiping (开平) Rongcheng (荣城) Donggang (东港) Rudong (如东) | seit 2005 seit 2011 seit 2015 seit 2016 seit 2017 |                      |                      |
| 0810 081A            | Wochi-Klasse         | 805 810 839 840841 842 843 844 845 846 847 848 849 831 | Zhangjiagang (張家港) Jingjiang (靖江) Liuyang (瀏陽) Luxi (瀘溪)Xiaoyi (孝義) Taishan (台山) Changshu (常熟) Heshan (鹤山) Qingzhou (青州) Yucheng (禹城) Renhuai (仁怀) Xuanwei (宣威) Wudi (无棣) Unbekannt | seit 6. März 2007 seit 9. November 2007 seit 29. Juli 2007 seit 24. Februar 2012 seit 6. August 2012 seit 13. Mai 2013 seit 10. Oktober 2013 seit 26. Januar 2014 seit 10. Oktober 2014 seit 2018 seit 2019 |                      |                      |

## Landungsfahrzeuge

### Landungsschiffe
| Landungsschiffe | Landungsschiffe  | Landungsschiffe                                             | Landungsschiffe | Landungsschiffe | Landungsschiffe           | Landungsschiffe |
| Klasse          | Klasse           | Schiffe                                                     | Schiffe | Schiffe | Typ                       | Bild            |
| Typ             | NATO-Codename    | Kennung                                                     | Name | Dienstzeit00 | Typ                       | Bild            |
| --------------- | ---------------- | ----------------------------------------------------------- | --- | --- | ------------------------- | --------------- |
| 072             | Yukan-Klasse     | 927 928 929                                                 | Yuntai Shan (云台山) Wufeng Shan (五峰山) Zijin Shan (紫金山) | seit November 1978 seit 1980 seit 1982 | Panzerlandungsschiff      |                 |
| 072II           | Yuting-Klasse    | 930 931 932 933                                             | Lingyan Shan (灵岩山) Dongting Shan (洞庭山) Helan Shan (贺兰山) Liupan Shan (六盘山) | | Panzerlandungsschiff      |                 |
| 072III          | Yuting-I-Klasse  | 991 934 935 936 937 908 909 939 910 940                     | Emei Shan (峨眉山) Danxia Shan (丹霞山) Xuefeng Shan (雪峰山) Haiyang Shan (海洋山) Qingcheng Shan (青城山) Yandangshan (雁荡山) Jiuhua Shan (九华山) Putuo Shan (普陀山) Huanggang Shan (黄岗山) Tiantai Shan (天台山)                                                                                                   | seit September 1992 seit September 1995 seit Dezember 1995 seit Mai 1996 seit August 1996 seit 1997 seit 2000 seit August 2000 seit 2001 seit 2002                  | Panzerlandungsschiff      |                 |
| 072A            | Yuting-II-Klasse | 911 912 913 992 993 994 995 996 997 981 982 916 914 915 917 | Tianzhu Shan (天柱山) Daqing Shan (大青山) Baxian Shan (八仙山) Huading Shan (华顶山) Luoxiao Shan (罗宵山) Daiyun Shan (戴云山) Wanyang Shan (万羊山) Laotie Shan (老铁山) Lühua Shan (绿华山) Dabie Shan (大别山) Taixing Shan (太兴山) Tianmu Shan (天目山) Wuyi Shan (武夷山) Culai Shan (徂徕山) Wutai Shan (五台山) | 0 seit 23. Mai 2015 seit 21. Oktober 2015 seit 12. Januar 2016 seit 7. Mai 2016                                                                                     | Panzerlandungsschiff      |                 |
| 071             | Yuzhao-Klasse    | 998 999 989 988 980 987 986 985                             | Kunlun Shan (昆仑山) Jinggang Shan (井冈山) Changbai Shan (长白山) Yimeng Shan (沂蒙山) Longhu Shan (龙虎山) Wuzhi Shan (五指山) Wanyang Shan (四明山) Qilian Shan (祁连山) | seit 13. November 2007 seit 30. Oktober 2011 seit 23. September 2012 seit 1. Februar 2016 seit 12. September 2018 seit 12. Januar 2019 seit 2020 seit November 2020 | Amphibious Transport Dock |                 |

### Landungsboote
| Landungsboote | Landungsboote | Landungsboote                                                             | Landungsboote | Landungsboote                                                | Landungsboote           | Landungsboote |
| Klasse        | Klasse        | Schiffe                                                                   | Schiffe       | Schiffe                                                      | Typ                     | Bild          |
| Typ           | NATO-Codename | Kennung                                                                   | Name          | Dienstzeit00                                                 | Typ                     | Bild          |
| ------------- | ------------- | ------------------------------------------------------------------------- | ------------- | ------------------------------------------------------------ | ----------------------- | ------------- |
| 726 0 726A    | Yuyi-Klasse   | 3320 3321 33223330 3331 3332 3236 3237 3238 3239 3333 3334 3335 3336 3337 |               | seit 2011 seit 2013 seit 2016 seit 10. Januar 2018 seit 2019 | Luftkissen-Landungsboot |               |

## Hilfsschiffe

### Versorgungsschiffe
| Versorgungsschiffe | Versorgungsschiffe | Versorgungsschiffe                 | Versorgungsschiffe | Versorgungsschiffe | Versorgungsschiffe | Versorgungsschiffe |
| Klasse             | Klasse             | Schiffe                            | Schiffe | Schiffe | Typ                | Bild               |
| Typ                | NATO-Codename      | Kennung                            | Name | Dienstzeit00 | Typ                | Bild               |
| ------------------ | ------------------ | ---------------------------------- | --- | --- | ------------------ | ------------------ |
| 905                | Fuqing-Klasse      | 881 (575) 882 (615)                | Hongzehu (洪泽湖) (ex-Taicang) Poyanghu (鄱阳湖) (ex-Dongyun)                                                                                                | 1980–2020 0 1982–2020 | Flottentanker      |                    |
| 908                | Fusu-Klasse        | 885 (953)                          | Qinghaihu (青海湖) (ex-Nancang) | seit 2. Juni 1996 | Flottenversorger   |                    |
| 903 0903A          | Fuchi-Klasse       | 886 887889 890 960 966 964 963 968 | Qiandaohu (千岛湖) Weishanhu (微山湖)Taihu (太湖) Chaohu (巢湖) Dongpinghu (东平湖) Gaoyouhu (高邮湖) Luomahu (骆马湖) Honghu (洪湖) Kekexilihu (可可西里湖) | seit 30. April 2004 seit 2004seit 18. Juni 2013 seit 11. September 2013 seit 2. Dezember 2015 seit 25. Januar 2016 seit 15. Juli 2016 seit März 2019 | Flottenversorger   |                    |